# Liste des films les plus chers
Cette page recense les films les plus chers de tous les temps, elle comprend deux listes :
- une liste non corrigée, ne prenant pas en compte l'inflation ;
- une liste corrigée, prenant en compte l'inflation.

Ces listes contiennent des films déjà sortis en salle, et pas des films encore en production ou en post production, car les coûts peuvent encore changer considérablement avant leur sortie définitive.
La plupart des studios ne publient pas officiellement les vrais chiffres des coûts de production, les chiffres accessibles sont des estimations, faites par des professionnels du monde de l'industrie cinématographique. Ces chiffres se contredisent parfois, car ils sont issus de sources différentes telles l'Internet Movie Database, le Box Office Mojo et The Numbers.
Les coûts de la promotion (publicité, marketing...) ne sont pas pris en compte mais peuvent être importants.

## Liste des films les plus chers, non corrigée selon l'inflation
- Les films avec un budget de production supérieur à 200 000 000 $ sont listés ci-dessous ainsi que leur réalisateur(s) et leur année de sortie.

| Rang | Titre                                             | Réalisateur(s)                    | Année | Budget estimé      |
| ---- | ------------------------------------------------- | --------------------------------- | ----- | ------------------ |
| 1    | Star Wars, épisode VII : Le Réveil de la Force    | J. J. Abrams                      | 2015  | 447 millions de $  |
| 2    | Jurassic World: Fallen Kingdom                    | Juan Antonio Bayona               | 2018  | 432 millions de $  |
| 3    | Star Wars, épisode IX : L'Ascension de Skywalker  | J. J. Abrams                      | 2019  | 416 millions de $  |
| 4    | Pirates des Caraïbes : La Fontaine de Jouvence    | Rob Marshall                      | 2011  | 379 millions de $  |
| 4    | Fast and Furious 10                               | Louis Leterrier                   | 2021  | 379 millions de $  |
| 5    | Avengers : L'Ère d'Ultron                         | Joss Whedon                       | 2015  | 365 millions de $  |
| 6    | Avengers: Endgame                                 | Anthony et Joe Russo              | 2019  | 356 millions de $  |
| 7    | Doctor Strange in the Multiverse of Madness       | Sam Raimi                         | 2022  | 351 millions de $  |
| 8    | Avatar : La Voie de l'eau                         | James Cameron                     | 2022  | 350 millions de $  |
| 9    | Ant-Man et la Guêpe : Quantumania                 | Peyton Reed                       | 2023  | 330 millions de $  |
| 10   | Indiana Jones et le Cadran de la destinée         | James Mangold                     | 2023  | 326 millions de $  |
| 11   | Avengers: Infinity War                            | Anthony et Joe Russo              | 2018  | 325 millions de $  |
| 12   | The Electric State                                | Anthony et Joe Russo              | 2025  | 320 millions de $  |
| 13   | The Marvels                                       | Nia DaCosta                       | 2023  | 307 millions de $  |
| 14   | Pirates des Caraïbes : Jusqu'au bout du monde     | Gore Verbinski                    | 2007  | 300 millions de $  |
| 14   | Justice League                                    | Zack Snyder                       | 2017  | 300 millions de $  |
| 14   | Star Wars, épisode VIII : Les Derniers Jedi       | Rian Johnson                      | 2017  | 300 millions de $  |
| 14   | Mission: Impossible - The Final Reckoning         | Christopher McQuarrie             | 2025  | 400 millions de $  |
| 15   | Mission impossible : Dead Reckoning               | Christopher McQuarrie             | 2023  | 291 millions de $  |
| 16   | Solo: A Star Wars Story                           | Ron Howard                        | 2018  | 271 millions de $  |
| 17   | Blanche Neige                                     | Marc Webb                         | 2025  | 269 millions de $  |
| 18   | Jurassic World : Le Monde d'après                 | Colin Trevorrow                   | 2022  | 265 millions de $  |
| 19   | John Carter                                       | Andrew Stanton                    | 2012  | 264 millions de $  |
| 20   | Batman v Superman : L'Aube de la justice          | Zack Snyder                       | 2016  | 263 millions de $, |
| 21   | Raiponce                                          | Byron Howard et Nathan Greno      | 2010  | 260 millions de $, |
| 22   | Spider-Man 3                                      | Sam Raimi                         | 2007  | 258 millions de $  |
| 23   | La Belle et la Bête                               | Bill Condon                       | 2017  | 255 millions de $  |
| 24   | Les Éternels                                      | Chloé Zhao                        | 2021  | 254 millions de $  |
| 25   | Harry Potter et le Prince de sang-mêlé            | David Yates                       | 2009  | 250 millions de $, |
| 25   | Fast and Furious 7                                | James Wan                         | 2015  | 250 millions de $  |
| 25   | Fast and Furious 8                                | F. Gary Gray                      | 2017  | 250 millions de $  |
| 25   | Le Roi lion                                       | Jon Favreau                       | 2019  | 250 millions de $  |
| 25   | Mourir peut attendre                              | Cary Joji Fukunaga                | 2021  | 250 millions de $  |
| 25   | Thor: Love and Thunder                            | Taika Waititi                     | 2022  | 250 millions de $  |
| 25   | Black Panther: Wakanda Forever                    | Ryan Coogler                      | 2022  | 250 millions de $  |
| 25   | Les Gardiens de la Galaxie Vol. 3                 | James Gunn                        | 2023  | 250 millions de $  |
| 25   | Gladiator 2                                       | Ridley Scott                      | 2024  | 250 millions de $  |
| 26   | Black Widow                                       | Cate Shortland                    | 2021  | 248 millions de $  |
| 27   | 007 Spectre                                       | Sam Mendes                        | 2015  | 245 millions de $, |
| 28   | La Petite Sirène                                  | Rob Marshall                      | 2023  | 240 millions de $  |
| 29   | Avatar                                            | James Cameron                     | 2009  | 237 millions de $  |
| 30   | Rogue One: A Star Wars Story                      | Gareth Edwards                    | 2016  | 232 millions de $  |
| 31   | The Dark Knight Rises                             | Christopher Nolan                 | 2012  | 230 millions de $  |
| 31   | Captain America: Civil War                        | Anthony et Joe Russo              | 2016  | 230 millions de $, |
| 31   | Pirates des Caraïbes : La Vengeance de Salazar    | Joachim Rønning et Espen Sandberg | 2017  | 230 millions de $  |
| 32   | Maléfique                                         | Robert Stromberg                  | 2014  | 226 millions de $  |
| 33   | Pirates des Caraïbes : Le Secret du coffre maudit | Gore Verbinski                    | 2006  | 225 millions de $, |
| 33   | Le Monde de Narnia : Le Prince Caspian            | Andrew Adamson                    | 2008  | 225 millions de $  |
| 33   | Lone Ranger : Naissance d'un héros                | Gore Verbinski                    | 2013  | 225 millions de $  |
| 33   | Man of Steel                                      | Zack Snyder                       | 2013  | 225 millions de $, |
| 34   | Avengers                                          | Joss Whedon                       | 2012  | 220 millions de $, |
| 35   | Le Hobbit : La Désolation de Smaug                | Peter Jackson                     | 2013  | 217 millions de $, |
| 35   | Transformers: The Last Knight                     | Michael Bay                       | 2017  | 217 millions de $  |
| 36   | Men in Black 3                                    | Barry Sonnenfeld                  | 2012  | 215 millions de $  |
| 36   | Le Monde fantastique d'Oz                         | Sam Raimi                         | 2013  | 215 millions de $  |
| 37   | X-Men : L'Affrontement final                      | Brett Ratner                      | 2006  | 210 millions de $, |
| 37   | Transformers : L'Âge de l'extinction              | Michael Bay                       | 2014  | 210 millions de $, |
| 38   | Battleship                                        | Peter Berg                        | 2012  | 209 millions de $  |
| 38   | La Planète des singes : L'Affrontement            | Matt Reeves                       | 2014  | 209 millions de $  |
| 38   | Le Hobbit : La Bataille des Cinq Armées           | Peter Jackson                     | 2014  | 209 millions de $  |
| 38   | Valérian et la Cité des mille planètes            | Luc Besson                        | 2017  | 209 millions de $  |
| 39   | King Kong                                         | Peter Jackson                     | 2005  | 207 millions de $, |
| 40   | X-Men: Days of Future Past                        | Bryan Singer                      | 2014  | 205 millions de $  |
| 40   | Tenet                                             | Christopher Nolan                 | 2020  | 205 millions de $  |
| 40   | Aquaman et le Royaume perdu                       | James Wan                         | 2023  | 205 millions de $  |
| 41   | Superman Returns                                  | Bryan Singer                      | 2006  | 204 millions de $, |

### Liste des films tournés en simultanés les plus chers, non corrigée selon l'inflation
| Rang | Titre                                                                       | Années  | Budget estimé     |
| ---- | --------------------------------------------------------------------------- | ------- | ----------------- |
| 1    | Avengers: Infinity War et Endgame                                           | 2018-19 | 1 milliard de $   |
| 2    | La trilogie Le Hobbit                                                       | 2012-14 | 626 millions de $ |
| 3    | Pirates des Caraïbes : Le Secret du coffre maudit et Jusqu'au bout du monde | 2006-07 | 525 millions de $ |
| 4    | Hunger Games : La Révolte, partie 1 et partie 2                             | 2014-15 | 300 millions de $ |
| 4    | Wicked : Partie 1 et Partie 2                                               | 2024-25 | 300 millions de $ |
| 5    | La trilogie Le Seigneur des anneaux                                         | 2001-03 | 260 millions de $ |
| 6    | Harry Potter et les Reliques de la Mort, partie 1 et partie 2               | 2010-11 | 250 millions de $ |
| 7    | Matrix Reloaded et Matrix Revolutions                                       | 2003    | 237 millions de $ |
| 8    | Twilight, chapitre IV : Révélation, 1re partie et 2e partie                 | 2011-12 | 230 millions de $ |

## Liste des films les plus chers, ajustée selon l'inflation
| Titre                                                                  | Année | Coûts de production estimés | Coûts de production estimés et ajustés 2005 | Coûts de production estimés et ajustés 2020 |
| ---------------------------------------------------------------------- | ----- | --------------------------- | ------------------------------------------- | ------------------------------------------- |
| Pirates des Caraïbes : Jusqu'au bout du monde                          | 2007  | 300 000 000 USD             |                                             | 383 553 069 USD                             |
| Cléopâtre                                                              | 1963  | 44 000 000 USD              | 315 000 000 USD                             | 373 453 691 USD                             |
| Avengers: Endgame                                                      | 2019  | 356 000 000 USD             |                                             | 361 461 763 USD                             |
| Spider-Man 3                                                           | 2007  | 258 000 000 USD             |                                             | 329 855 640 USD                             |
| Avengers: Infinity War                                                 | 2018  | 316 000 000 USD             |                                             | 328 458 682 USD                             |
| Justice League                                                         | 2017  | 300 000 000 USD             |                                             | 318 272 292 USD                             |
| Raiponce                                                               | 2010  | 260 000 000 USD             |                                             | 310 645 146 USD                             |
| Harry Potter et le Prince de sang-mêlé                                 | 2009  | 250 000 000 USD             |                                             | 306 821 821 USD                             |
| Waterworld                                                             | 1995  | 175 000 000 USD             | 229 000 000 USD                             | 300 215 426 USD                             |
| Pirates des Caraïbes : La Fontaine de Jouvence                         | 2011  | 250 000 000 USD             |                                             | 294 283 011 USD                             |
| Terminator 3 : Le Soulèvement des machines                             | 2003  |                             | 216 400 000 USD                             | 293 399 460 USD                             |
| Star Wars, épisode IX : L'Ascension de Skywalker                       | 2019  | 275 000 000 USD             |                                             | 281 402 390 USD                             |
| Le Roi Lion                                                            | 2019  | 260 000 000 USD             |                                             | 266 053 169 USD                             |
| Avengers : L'Ère d'Ultron                                              | 2015  | 250 000 000 USD             |                                             |                                             |
| John Carter                                                            | 2012  | 250 000 000 USD             |                                             |                                             |
| Le Hobbit : La Bataille des Cinq Armées                                | 2014  | 250 000 000 USD             |                                             |                                             |
| Batman v Superman : L'Aube de la justice                               | 2016  | 250 000 000 USD             |                                             |                                             |
| Captain America: Civil War                                             | 2016  | 250 000 000 USD             |                                             |                                             |
| Fast and Furious 7                                                     | 2015  | 250 000 000 USD             |                                             |                                             |
| Fast and Furious 8                                                     | 2017  | 250 000 000 USD             |                                             |                                             |
| 007 Spectre                                                            | 2015  | 245 000 000 USD,            |                                             |                                             |
| Avatar                                                                 | 2009  | 237 000 000 USD             |                                             |                                             |
| The Dark Knight Rises                                                  | 2012  | 230 000 000 USD             |                                             |                                             |
| Pirates des Caraïbes : La Vengeance de Salazar                         | 2017  | 230 000 000 USD             |                                             |                                             |
| Valérian et la Cité des mille planètes                                 | 2017  | 229 000 000 USD             |                                             |                                             |
| Le Monde de Narnia : Le Prince Caspian                                 | 2008  | 225 000 000 USD             |                                             |                                             |
| Lone Ranger : Naissance d'un héros                                     | 2013  | 225 000 000 USD             |                                             |                                             |
| Pirates des Caraïbes : Le Secret du coffre maudit                      | 2006  | 225 000 000 USD,            |                                             |                                             |
| Man of Steel                                                           | 2013  | 225 000 000 USD,            |                                             |                                             |
| Le Hobbit : La Désolation de Smaug                                     | 2013  | 225 000 000 USD,            |                                             |                                             |
| Avengers                                                               | 2012  | 220 000 000 USD,            |                                             |                                             |
| Transformers 5: The Last Knight                                        | 2017  | 217 000 000 USD             |                                             |                                             |
| Men in Black 3                                                         | 2012  | 215 000 000 USD             |                                             |                                             |
| Le Monde fantastique d'Oz                                              | 2013  | 215 000 000 USD             |                                             |                                             |
| X-Men : L'Affrontement final                                           | 2006  | 210 000 000 USD ,           | 210 000 000 USD                             |                                             |
| Transformers 4: L'Âge de l'extinction                                  | 2014  | 210 000 000 USD,            |                                             |                                             |
| Battleship                                                             | 2012  | 209 000 000 USD             |                                             |                                             |
| King Kong                                                              | 2005  | 207 000 000 USD,            | 207 000 000 USD                             |                                             |
| Tenet                                                                  | 2020  | 205 000 000 USD             |                                             |                                             |
| Superman Returns                                                       | 2006  | 204 000 000 USD,            | 204 000 000 USD                             |                                             |
| Titanic                                                                | 1997  | 200 000 000 USD,            | 273 000 000 USD                             |                                             |
| Star Wars, épisode VIII : Les Derniers Jedi                            | 2017  | 200 000 000 USD             |                                             |                                             |
| Transformers 2: La revanche                                            | 2009  | 200 000 000 USD             |                                             |                                             |
| 2012                                                                   | 2009  | 200 000 000 USD             |                                             |                                             |
| Spider-Man 2                                                           | 2004  | 200 000 000 USD,            | 210 000 000 USD                             |                                             |
| Quantum of Solace                                                      | 2008  | 200 000 000 USD,            |                                             |                                             |
| Terminator Renaissance                                                 | 2009  | 200 000 000 USD,            |                                             |                                             |
| Toy Story 3                                                            | 2010  | 200 000 000 USD,            |                                             |                                             |
| Green Lantern                                                          | 2011  | 200 000 000 USD,            |                                             |                                             |
| Cars 2                                                                 | 2011  | 200 000 000 USD,            |                                             |                                             |
| The Amazing Spider-Man                                                 | 2012  | 200 000 000 USD,            |                                             |                                             |
| Le Hobbit : Un voyage inattendu                                        | 2012  | 200 000 000 USD             |                                             |                                             |
| Iron Man 3                                                             | 2013  | 200 000 000 USD,            |                                             |                                             |
| Monstres Academy                                                       | 2013  | 200 000 000 USD             |                                             |                                             |
| The Amazing Spider-Man : Le Destin d'un héros                          | 2014  | 200 000 000 USD,            |                                             |                                             |
| X-Men: Days of Future Past                                             | 2014  | 200 000 000 USD,            |                                             |                                             |
| Star Wars, épisode VII : Le Réveil de la Force                         | 2015  | 200 000 000 USD,            |                                             |                                             |
| Fast and Furious: Hobbs and Shaw                                       | 2019  | 200 000 000 USD             |                                             |                                             |
| X-Men: Dark Phoenix                                                    | 2019  | 200 000 000 USD             |                                             |                                             |
| Mulan                                                                  | 2020  | 200 000 000 USD             |                                             |                                             |
| Wild Wild West                                                         | 1999  |                             | 203 400 000 USD                             |                                             |
| Speed 2 : Cap sur le danger                                            | 1997  |                             | 198 800 000 USD                             |                                             |
| Le 13e Guerrier                                                        | 1999  |                             | 190 700 000 USD                             |                                             |
| Troie                                                                  | 2004  |                             | 184 300 000 USD                             |                                             |
| Le Monde de Narnia : Le Lion, la Sorcière blanche et l'Armoire magique | 2005  |                             | 180 000 000 USD                             |                                             |
| Le Pic de Dante                                                        | 1997  |                             | 181 716 000 USD                             |                                             |
| Le Pôle express                                                        | 2004  |                             | 172 100 000 USD                             |                                             |
| Armageddon                                                             | 1998  |                             | 171 100 000 USD                             |                                             |
| Van Helsing                                                            | 2004  |                             | 168 500 000 USD                             |                                             |
| Superman                                                               | 1978  |                             | 168 000 000 USD                             |                                             |
| Matrix Reloaded                                                        | 2003  |                             | 162 800 000 USD                             |                                             |
| Master and Commander : De l'autre côté du monde                        | 2003  |                             | 162 000 000 USD                             |                                             |
| Matrix Revolutions                                                     | 2003  |                             | 162 000 000 USD                             |                                             |
| En pleine tempête                                                      | 2000  |                             | 161 800 000 USD                             |                                             |
| Alexandre                                                              | 2004  |                             | 161 600 000 USD                             |                                             |
| Poséidon                                                               | 2006  |                             | 160 000 000 USD                             |                                             |
| Terminator 2 : Le Jugement dernier                                     | 1991  |                             | 160 000 000 USD                             |                                             |
| Le monde ne suffit pas                                                 | 1999  |                             | 159 800 000 USD                             |                                             |
| Godzilla                                                               | 1998  |                             | 159 100 000 USD                             |                                             |
| Stuart Little                                                          | 1999  |                             | 157 400 000 USD                             |                                             |
| Pearl Harbor                                                           | 2001  |                             | 156 900 000 USD                             |                                             |
| Meurs un autre jour                                                    | 2002  |                             | 156 000 000 USD                             |                                             |
| Tarzan                                                                 | 1999  |                             | 155 800 000 USD                             |                                             |

Source : Forbes, décembre 2005

## Chronologie du film le plus cher du cinéma
| Titre                                             | Année | Coûts de production estimés |
| ------------------------------------------------- | ----- | --------------------------- |
| Star Wars, épisode VII : Le Réveil de la Force    | 2015  | 533 000 000 USD             |
| Pirates des Caraïbes : La Fontaine de Jouvence    | 2011  | 410 000 000 USD             |
| Pirates des Caraïbes : Jusqu'au bout du monde     | 2007  | 300 000 000 USD             |
| Pirates des Caraïbes : Le Secret du coffre maudit | 2006  | 225 000 000 USD             |
| X-Men : L'Affrontement final                      | 2006  | 210 000 000 USD             |
| King Kong                                         | 2005  | 205 000 000 USD             |
| Titanic                                           | 1997  | 200 000 000 USD             |
| Waterworld                                        | 1995  | 175 000 000 USD             |
| True Lies                                         | 1994  | 100 000 000 USD             |
| Terminator 2 : Le Jugement dernier                | 1991  | 94 000 000 USD              |
| 58 minutes pour vivre                             | 1990  | 70 000 000 USD              |
| Qui veut la peau de Roger Rabbit                  | 1988  | 58 000 000 USD              |
| Superman                                          | 1978  | 55 000 000 USD              |
| Cléopâtre                                         | 1963  | 44 000 000 USD              |
| Les Révoltés du Bounty                            | 1962  | 19 000 000 USD              |
| Ben-Hur                                           | 1959  | 15 200 000 USD              |
| Les Dix Commandements                             | 1956  | 13 000 000 USD              |
| Quo vadis                                         | 1951  | 7 623 000 USD               |
| Ambre                                             | 1947  | 6 400 000 USD               |
| Duel au soleil                                    | 1946  | 5 250 000 USD               |
| Autant en emporte le vent                         | 1939  | 4 250 000 USD               |

## Films non anglophones les plus chers
Si la liste est dominée par le cinéma américain ou britannique, il reste rare que les films les plus chers soient non-anglophones.
- Le film indépendant (hors majors) le plus cher est le français Valérian et la Cité des mille planètes, avec 197 millions d'euros (231 millions de dollars)[Information douteuse]. Il est suivi de Astérix aux Jeux olympiques avec 74 millions d'euros.
- Le film indien (Tollywoodien plus précisément) le plus coûteux est La Légende de Baahubali - 1re partie avec 40 millions de roupies (soit 18 millions de dollars).
- Pour les films francophones (étant donné que les films français les plus chers sont souvent anglophones[102]), l'un des précédent records était détenu par Le Hussard sur le toit en 1995 avec 176 millions de francs[103].

## Annexe